# Thryorchilus
Genre
Thryorchilus est un genre monotypique de passereaux de la famille des Troglodytidae. Il se trouve à l'état naturel au Costa Rica et au Panama.

## Liste des espèces
Selon la classification de référence du Congrès ornithologique international (version 8.1, 2018) :
- Thryorchilus browni (Bangs, 1902) — Troglodyte des volcans